# Sha☆in
Sha☆in（シャイン）は、岡山県を活動拠点とする女性アイドルグループである。

## 概要
岡山県の中小企業事業主ら有志により、地域活性や地域貢献を目的として誕生したグループ。地方都市でありながら、都会と変わらない環境作りにつとめ、専用劇場を持ち毎週末の定期公演を主軸に、全国に通用するレベルのアイドルグループを育成し、地域のイベントや地域経済活動の活性化に役立てる活動を行っている。
「Sha☆in」というグループ名は“Smile”、“Happy”、“All”、“Inclucive”という英単語の頭文字を取った造語であり、「笑顔と感謝をまとめてお届けします」という意味がある。また、岡山県は「晴れの国」と呼ばれていることもあり、英語の「シャイン」とも掛け合わせ、晴れの国のアイドルという意味合いも兼ねている。
本来、包括的なという意味を持つ英単語は「Inclusive」であるが、翻訳ソフトで同じ意味合いの言葉として「Inclucive」が出たため、事業開始時の全ての準備物がこのスペルとなっていたことから、現在においてもそのまま使い続け定着化しつつある。
福岡を拠点に活動するアイドルグループ「LinQ」と同じ製作陣のため「LinQ」の妹分として見られることもあるが、交流はあるが運営母体などは全く別であるため、妹分としての活動などは行っていない。
統括プロデューサー：Crazy.Funky.TOMY
主な楽曲の作曲、編曲：SHiNTA、U8など
主な楽曲の作詞：eichi、Ｕ８など

## 略史
2016年
- 3月 - 現運営などが福岡を拠点に活動するアイドルグループ「LinQ」のステージを見学し、岡山の町おこしに今までにない、本来の興行に特化した正当派アイドルの運営を行えるかどうかを検討開始。
- 5月 - 「LinQ」統括プロデューサーのCrazy.Funky.TOMYに岡山の町おこしとしてアイドルグループの運営に関する協力を要請し、了承を受け岡山県内に事業拠点を置く中小企業者有志により、地域活性などを目的としたご当地アイドルプロジェクトが発足。グループ名を「Sha☆in」とし、「Sha☆inプロジェクト」として活動開始[4]
- 6月 - 第一期生募集開始[5]
- 8月27日 - 第一期生オーディションを開催（岡山商工会議所）。応募46名より、1次審査通過者16名による2次オーディションを行い7名を選出。
- 10月8日 - 岡山県中部にある　岡山農業公園「ドイツの森」にて行われたRadioMOMO公開生放送番組にて初ステージとお披露目を行う。このとのきメンバーは6名。
- 11月 - 岡山県北区内山下に岡山県としては初となるアイドル専用の興行場を作り始める。
- 12月18日 - 岡山県北区内山下に約50坪約100名収容可能な専用興行場「Sha☆in」スマイルホール完成、オリジナル楽曲10曲をそろえ、第1回公演を開催（このときメンバーは4名）。以後毎週週末に定期公演を開催[6][7]

2017年
- 2月12日 - 岡山市にある池田動物園を応援する「池田動物園おうえん大使」に就任[8][9]
- 2月 - ファーストシングル収録曲「歩いていこうよ」のPV撮影を表町商店街アーケードにて行う。
- 3月18、19日 - 中国遼寧省大連にて開催された大連日本総領事館などが主催する日本文化などを紹介する「第4回JAPAN BRAND」にて2日間ステージ披露。[10]
- 4月1日 - 岡山市を聴取範囲としたシティーFMラジオ局 RadioMOMO（FM79.0MHz）にて冠番組『Sha☆inの土曜じゃナイト♪』が放送開始。毎週土曜日21:30～22:00 メインパーソナリティー：星川愛美[注 1]。
- 4月29日 - ファーストシングル「CHANGE／歩いていこうよ」リリース。
- 8月9日 - セカンドシングル「ミエナイカラミライ／猫じゃダメかな？」リリース。
- 10月・11月 - 岡山駅前商店街コラボイベント「Sha☆in駅前商店街ジャック」を2ヶ月間開催。[11][12]
- 12月17日 - Sha☆inスマイルホール開設1周年記念公演。[13]

2018年
- 3月4日 - 第100回定期公演開催（Sha☆inスマイルホール）。[14]
- 2月15日、星川愛美が中四国アイドルファイル読者投票イベント50人中5位となる。
- 5月5日 - 子どもたちに駄菓子を通じて笑顔になってもらうことを広めていく「だがしで笑顔をとどけ隊」に就任。[15]
- 6月2日 - 『レディオモモ』GIRLS STAGE公開録音。星川愛美が総合司会を務めた。[16]
- 7月～10月 - 岡山観光キャンペーン2018「おかやま果物時間」岡山県公認応援団に就任。[17][18]
- 8月 - 西日本豪雨岡山復興支援ソングを作曲家ユニット「バグベア」からの依頼により制作開始。[19][20][21]
- 10月1日 - ラジオ番組『Sha☆inの土曜じゃナイト♪』が米子市のFM局「DARAZFM」との2局ネットでの放送となる。
- 11月14日 - サードシングル西日本豪雨岡山復興支援チャリティーソング「僕は君を全力で笑顔にする」／「苦手な3STEP JUMP」リリース。イオンモール岡山未来スクエアにて発売開始イベント[22]
- 12月19日 - 岡山県観光プロモート事業にて「僕は君を全力で笑顔にする」を活用される[23]

2019年
- 1月1日 - コンビニエンスストア「ポプラ」との「岡山復興支援コラボキャンペーン」開始（2019年3月31日まで）[24]
- 1月28日 - 西日本豪雨岡山復興支援チャリティーソングの売り上げの一部を岡山県知事に義援金として寄託。[25]
- 10月10日 - 「僕の土曜日は君の火曜日/パパママじゃんけんぽん」リリース。
- 11月 - おかやまマラソンにてフルマラソン初挑戦の瀬良美夢が6時間で完走。[26]

2020年
- 1月 - Sha☆inスマイルホールを「岡山スマイルホール」に改名。広く様々な人に利用してもらえる興行場として運用を始める。[27]
- 2020年1月 - TBS系列アニメ番組『推しが武道館にいってくれたら死ぬ』の主人公のアイドルが活動する拠点モデルとして岡山スマイルホールが登場。[28]
- 3月 - 『Sha☆inの土曜じゃナイト』放送終了。
- 4月～ - Sha☆in　公式YouTubeにて「Web版　Sha☆inの土曜じゃナイト」開始（毎週土曜日21時30分更新）。[29]
- 5月 - 岡山スマイルホール内に配信及び収録を行うスタジオ「Sha☆in My Room Studio」完成運用開始。記念イベントとして瀬良美夢が12時間配信を行う。[30]

2021年
- 3月 - 一夜限りの復活『Sha☆inの土曜じゃナイト』公開収録イベントを岡山スマイルホールで開催、後日RadioMOMOにて放送。[31]
- 9月 - 自社劇場でコロナ以降初の対バンイベント「enjoy Live Music」開催。
- 10月 - 九州よりQunQUNを招き　Autum Music Live を自社劇場で開催。

2022年
- 1月1日 - RadioMOMO 新春生放送出演（瀬良、姫咲、芽叶）。
- 1月 - 瀬良美夢　RSKラジオ出演。
- 1月 - 芽叶あかね　RadioMOMO『輝くおかやま夢ガール』出演。
- 2月 - 約2年半ぶりに5枚目シングル「彩りsummer/Manual」リリース。
- 5月 - 全国5箇所で開催されるアイドル勝ち抜き戦「アイドルコロシアム」大阪地区予選参戦。
- 6月 - 同上イベント準決勝勝ち残り、決勝へ駒を進める。
- 6月 - 6枚目シングル「Love memory/mitemite」リリース。
- 6月 - 「アイドルコロシアム」決勝勝ち残り　大阪地区予選優勝。
- 8月 - 岡山市の集中豪雨で劇場が数センチ浸水。1週間で復旧、控室床、ホール床など改修。
- 8月～ - テレビ朝日系列ドラマ『推しが武道館にいってくれたら死ぬ』作にあたり制作協力。当社劇場をモデルに撮影開始。2022年秋から全10話、メンバーも出演（瀬良、芽叶）。9月にクランクアップ。
- 9月 - 岡山市民会館にてSha☆in6周年記念ライブフェスを単独ライブにて開催。
- 11月 - 岡山県青少年非行防止推進大使着任～1年間
- 12月- 鷲羽山ハイランドでの年越しイベントに出演

2023年
- 4月-コロナ明け３年ぶりにRadioMOMO「Sha☆inの土曜じゃナイト♪」復活、毎週土曜夜FM79.0MHzならびにインターネットで聴取可能
- 4月-TSCテレビせとうち番組内レポーター着任
- 5月-推しが武道館いってくれたら死ぬ　映画化凱旋イベント総合司会（表町商店街）
- 7月-SPARK2023YAMANAKAKO　出演
- 12月-鷲羽山ハイランド年越しイベント出演

2024年
- 4月-6月に開催されるクロちゃん主催の大型フェス「クロフェス2024 ～5周年だよ！全員集合！だしん！～」にて岡山県代表として選出が発表[32]。
- 12月-鷲羽山ハイランドでの年越しイベントに出演

2025年
- 7月27日、9月に開催されるクロちゃん主催の大型フェス「クロフェス2025 6年目！クロフェスと結婚するしん！」にて岡山県代表として2年連続選出が発表[33]。

## メンバー

### 現メンバー
出典：
| 名前       | よみ          | ニックネーム                                          | 生年月日               | 出身地 | 血液型 | 身長  | 加入期 | 備考                  |
| ---------- | ------------- | ----------------------------------------------------- | ---------------------- | ------ | ------ | ----- | ------ | --------------------- |
| 瀬良 美夢  | せら みゆう   | みゆちゃん みゆぢやん みーちゃん ビューティードリーム | 1999年12月28日（25歳） | 岡山県 | A型    | 164cm | 1期生  | 2代目グループリーダー |
| 天野 莉緒  | あまの りお   | のりお                                                | 2004年6月7日（21歳）   |        |        |       |        |                       |
| 百瀬まりあ | ももせ まりあ | マーボー                                              |                        |        |        |       |        |                       |

### 元メンバー
| 名前        | よみ            | ニックネーム                                           | 生年月日               | 出身地 | 血液型 | 身長  | 加入期                                      | 備考                                                                 |
| ----------- | --------------- | ------------------------------------------------------ | ---------------------- | ------ | ------ | ----- | ------------------------------------------- | -------------------------------------------------------------------- |
| 舞沢 笑     | まいさわ えみ   | えみちゃん カリン様                                    | 1999年10月24日（25歳） | 岡山県 |        |       | 1期生                                       | 2017年8月31日卒業                                                    |
| 三浦 胡桃   | みうら くるみ   | くるちゃん くるみちゃん くるさん                       | 2000年9月27日（24歳）  | 岡山県 |        |       | 1期生                                       | 2019年1月27日卒業                                                    |
| 浅比菜 ひな | あさひな ひな   | ひなひな ひなちゃん                                    | 2001年8月13日（23歳）  | 岡山県 |        |       | 2期生                                       | 2018年3月31日卒業                                                    |
| 結川 みこと | ゆかわ みこと   | みこっちゃん                                           | 1996年4月21日（29歳）  | 岡山県 |        | 153cm | 3期生                                       | 2019年1月31日活動辞退 （体調不良のため）                             |
| 咲音 彩佳   | さきね あやか   |                                                        |                        | 岡山県 |        |       | 1期生                                       | 2016年12月16日まで活動                                               |
| 綾崎 なお   | あやさき なお   |                                                        |                        | 岡山県 |        |       | 1期生                                       | 2016年12月16日まで活動                                               |
| 河井 紀佳   | かわい のりか   |                                                        |                        |        |        |       | 4期生                                       | 2019年2月23日まで活動                                                |
| 星川 愛美   | ほしかわ まなみ | まなちゃん まーちゃん まなま リーダー ラブビューティー | 1998年11月9日（26歳）  | 岡山県 | O型    | 157cm | 1期生                                       | 2019年10月より休養。2022年のサイト更新でメンバー一覧から削除された。 |
| 姫咲 花梨   | ひめさき かりん | ひめりん ひめちゃん                                    | 2006年9月10日（18歳）  | 岡山県 |        | 159cm | 5期生 妹グループから昇格                    | 2022年11月、学業優先のため卒業 2025年2月KAWAII LAB. MATESへ加入      |
| 立花 まい   | たちばな まい   | まいちゃん たっちー                                    | 2004年12月31日（20歳） | 岡山県 |        |       |                                             | 2025年2月活動終了                                                    |
| 芽叶 あかね | めのう あかね   | あかねちゃん                                           | 2003年9月12日（21歳）  | 岡山県 | O型    | 155cm | 2021年3月〜研究生 同年6月に正式メンバー昇格 | 2024年5月26日卒業                                                    |

## コンセプト
「笑顔と感謝で街をみんなを元気に！」をスローガンに、公益性、公共性のある地域活動に積極的に参加したり定期公演・メディアでの活動などを通じ地域を盛り上げ地域から愛されるべく事業を行っている。
町内会規模の地域イベントから大規模イベントまで、地域活性につながるイベントステージに優先して出演しており、一方で興行として、ステージで歌って踊って、来場者に笑顔や元気になってもらえるようステージングにもこだわり運営をしている。

## 作品

### シングル
1. CHANGE/歩いていこうよ（2017年4月29日発売）
2. ミエナイカラミライ／猫じゃダメかな？（2017年8月9日発売）
3. 僕は君を全力で笑顔にする／苦手な3STEP JUMP（2018年11月14日発売）[19]
西日本豪雨岡山復興支援チャリティーソング[20]
4. 僕の土曜日は君の火曜日／パパママじゃんけんぽん（2019年10月10日発売）
5. 彩りsummer/Manual（2022年2月22日発売）
6. Love memory/mitemite（2022年6月25日発売）
7. ガールズファイト/Road to Treasure（2023年発売）
8. SHINING TRAIN/コイノセイ（2024年4月発売）

#### その他未発売オリジナル楽曲（イベントステージや定期公演にて披露）
1. Starless Night
2. ポピュリストの恋
3. 恋to愛de
4. ずっとZooと(池田動物園応援ソング)[8][9]

## I'ming
I'ming（アイミング）は、。Sha☆inを運営するSha☆inプロジェクトが運営する岡山芸能アカデミー生による研究生グループ。
毎週末のSha☆inの定期公演への出演を主軸に活動を行っている。 
「I'ming」というグループ名は I'm(私)と現在進行形のingが語源となる造語であり、「自分らしさ」「成長していく」「個性」の意味がある。

### 現メンバー
| 名前        | よみ          | 担当カラー | 備考                 |
| ----------- | ------------- | ---------- | -------------------- |
| 百瀬 まりあ | ももせ まりあ | 紫         | [ 42 ]               |
| 星野 あやね | ほしの あやね | 白         | 2024年3月9日デビュー |

### 元メンバー
| 名前      | よみ          | 担当カラー | 備考                   |
| --------- | ------------- | ---------- | ---------------------- |
| 青葉 千紘 | あおば ちひろ | 青         | 2023年12月10日活動辞退 |
| 栗田 芽依 | くりた めい   | 赤         | 2024年3月6日活動辞退   |
| 天野 莉緒 | あまの りお   | オレンジ   |                        |

## 出演

### ラジオ
- Sha☆inの土曜じゃナイト♪（2017年4月1日 - 2020年3月、岡山シティエフエム）[46]リーダーの星川愛美をメインパーソナリティとして放送されたレギュラー番組（毎週土曜21時30分〜22時）。着任時点でRadio momo歴代最年少パーソナリティ。2019年2月17日の放送が第100回目の放送。2020年4月　Sha☆in公式Youtubeにて「Web版　Sha☆inの土曜じゃナイト」開始。毎週土曜日21時30分更新。その後コロナ感染症の影響が小さくなった2023年4月RadioMOMOでの放送復活、毎週土曜日22時～

### ウェブ番組
- 二コプロ内配信番組『死なばもろとも』12時間配信中7時間出演（2019年10月26日 - 、ニコニコ生放送） - 瀬良美夢のみ[47]

### CM
- きものの京べに（2018年7 - 9月）

### イベント
- 映画『桃とキジ』公開記念トークイベント登壇(2017年8月30日） - 星川愛美のみ[48]
- 中国デザイン専門学校卒業制作ファッションショー（1期生）（2018年2月17日）
- 全日本プロレス岡山大会花束贈呈（2018年2月23日） - 星川愛美のみ[49]
- ニコプロpresent佐藤光留自主興行「変態は夢を見た」（2023年8月26日、神奈川・富士通スタジアム川崎）第1部及び第2部でライブ。[50]

### 舞台
- 劇団トキヲイキル舞台公演「ほぼ、コドモ」（2021年8月 - 、3公演） - 瀬良美夢のみ

### モデル
- 2017年5月 - キャンプカーマガジン車両紹介モデル（星川愛美）
- 2017年6月 - 平成レンタカー、取り扱い説明動画モデル（星川愛美）
- 2017年11月 - 学生賃貸マンションのユニライフ　プロモーション動画モデル (星川愛美）
- 2018年1月 - 振袖レンタル「京べに」モデル (星川愛美）
- 2018年1月 - 学生賃貸マンションのユニライフ　広告モデル (星川愛美）
- 2018年4月 - 岡山県県北観光地㏚動画モデル (星川愛美）

### テレビドラマ
- 推しが武道館いってくれたら死ぬ（2022年12月12日 - 12月26日・第8話 - 最終話、朝日放送テレビ）（瀬良美夢、芽叶あかね）[注 2]